# Маргарита Клементина Австрийская
Маргарита Клементина Мария Австрийская (нем. Margarethe Klementine Maria von Österreich
венг. Habsburg–Toscanai Margit Klementina, 6 июля 1870, Альшутдобоз, Транслейтания — 2 мая 1955, Регенсбург, Бавария) — представительница венгерской ветви династии Габсбургов, дочь эрцгерцога Иосифа Карла Австрийского и принцессы Клотильды Саксен-Кобург-Готской, жена 8-го князя Турн-и-Таксис Альберта.

## Биография
Маргарита Клементина родилась 6 июля 1870 года в замке Альшут в Венгрии. Её родителями были эрцгерцог Иосиф Карл Австрийский и Клотильда Саксен-Кобург-Готская. В семье уже росла дочь Мария Доротея, а в течение следующих четырнадцати лет родились ещё четверо детей.
В 20 лет принцесса вышла замуж за 23-летнего князя Турн-и-Таксис Альберта. Свадьба состоялась 15 июля 1890 года в Будапеште. У супругов родилось семь сыновей и дочь:
- Франц Иосиф (1893—1971) — 9-й князь Турн-и-Таксис, был женат на Изабелле Марии Брагансе, имел пятерых детей;
- Иосиф Альберт (4 ноября—7 декабря 1895) — умер младенцем;
- Карл Август (1897—1982) — 10-й князь Турн-и-Таксис, был женат на Марии Анне Брагансе, имел четверых детей;
- Людвиг Филипп (1901—1933) — супруг принцессы Елизаветы Люксембургской, имел сына и дочь;
- Макс Эммануэль[нем.] (1902—1994) — стал монахом-бенедиктинцем;
- Елизавета Елена (1903—1975) — супруга маркграфа Фридриха Кристиана Саксонского, имела пятерых детей;
- Рафаэль Райнер[нем.] (1906—1993) — был женат на Маргарите Турн-и-Таксис, сын - Макс Эммануэль (1935-2020);
- Филипп Эрнст (1908—1964) — был женат на Эулалие Турн-и-Таксис, имел троих детей.

Пара вместе дожила до преклонного возраста. Оба умерли в 84 года — Альберт в начале 1952 года, Маргарита Клементина в 1955 году. Похоронены в склепе часовни аббатства Святого Эммерама в Регенсбурге.

## Титулы
- 6 июля 1870 — 15 июля 1890: Её Императорское и Королевское Высочество Эрцгерцогиня Австрийская, принцесса Венгрии, Богемии и Тосканы
- 15 июля 1890 — 22 января 1952: Её Императорское и Королевское Высочество Княгиня Турн-и-Таксис
- 22 января 1952 — 2 мая 1955: Её Императорское и Королевское Высочество Вдовствующая княгиня Турн-и-Таксис